# Makati
Makati – miasto na Filipinach, na wyspie Luzon, w zespole administracyjnym Manili. W 2010 roku jego populacja liczyła 529 039 mieszkańców. Ważne centrum biznesowe (banki), hotelowe i handlowe (wielkie centra handlowe, także ekskluzywne) dla metropolii Manili. Na południe od centrum Makati znajduje się duży cmentarz żołnierzy USA poległych przy wyzwalaniu Filipin (American Memorial Cemetery) podczas drugiej wojny światowej.

## Miasta partnerskie
- Los Angeles, Stany Zjednoczone
- Ramapo, Stany Zjednoczone
- Kluż-Napoka, Rumunia
- Silay, Filipiny
- Iloilo, Filipiny
- Borongan, Filipiny
- Cabadbaran, Filipiny
- Władywostok, Rosja
- Taizhong, Republika Chińska